# روبرت كرابندام
روبرت كرابندام (بالهولندية: Robert Krabbendam) مواليد 11 يونيو 1986 في هورن، هو لاعب كرة سلة هولندي. بدأ مسيرته الاحترافية في سنة 2003. يحمل الرقم 14. لعب مع نادي أمستردام لكرة السلة من سنة 2007 إلى 2011، ثم لعب مع أبولون ليماسول من سنة 2011 إلى 2013.

## الإنجازات
- الدوري الهولندي لكرة السلة (2): 2007–08، 2008–09

## روابط خارجية
- روبرت كرابندام على موقع كرة السلة الأوروبية.كوم (الإنجليزية)
- روبرت كرابندام على موقع كلية كرة السلة في سبورتس رفرنس.كوم (الإنجليزية)
- روبرت كرابندام على موقع ريلجم (الإنجليزية)
- روبرت كرابندام على موقع بروبوليرز (الإنجليزية)